# スミュール＝アン＝ノーソワ
スミュール＝アン＝オーソワ （Semur-en-Auxois）は、フランス、ブルゴーニュ＝フランシュ＝コンテ地域圏、コート＝ドール県のコミューン。

## 地理

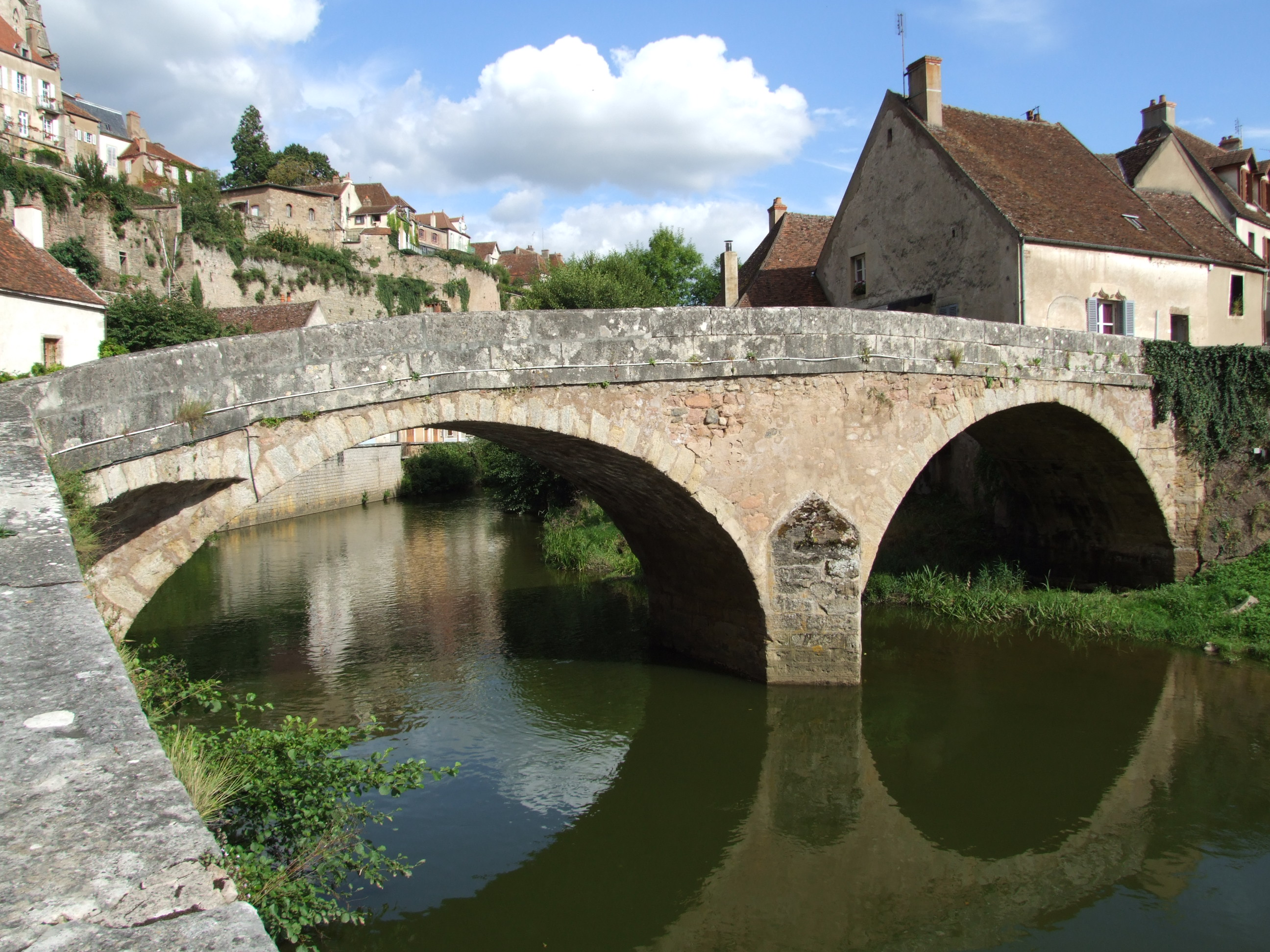
アルマンソン川に架かるピナール橋

コート・ドール県西部に位置し、コミューンはアルマンソン川（ヨンヌ川支流）の湾曲部、ピンク色の花崗岩でできた台地上にある。

## 歴史
スペインから戻る途中のヘラクレスが、スミュールをつくったという伝説がある。
フラヴィニー＝シュル＝ロズラン修道院が606年に発した憲章にスミュールの名が登場する。sene muroと呼ばれていたスミュールは、天然の防御壁に囲まれた先祖伝来の地であると記されている。
数世紀たって成長したスミュールの町は、1256年にブルゴーニュ公ロベール2世の憲章によって税が免除されるほどになった。14世紀半ば、百年戦争中にはスミュールは栄え、ブルゴーニュ公フィリップ豪胆公は分散する塔を囲い込んで天然の防御壁を強化することを決めた。また大型のダンジョンをつくって町と城を直接隔てさせた。その間にもカトリックの教会と修道院は盛んに活動を続けた。オーソワ地方の砦スミュールは、代々のブルゴーニュ公がフランス王権に逆らっても公に忠実であった。スミュール砦は高く評価され、1478年にルイ11世軍はスミュールを包囲し陥落させた。
1589年、スミュールは究極の包囲網の中にあった。ユグノー戦争ではスミュールはカトリック同盟側につき、タヴァンヌ元帥に服従せざるをえない状況であった。1602年、アンリ4世はスミュール砦の解体を命じた。これによって町は軍事的要所としての役割を失い、オーソワ代官区の中心地となった。

## みどころ
- ノートルダム・ド・スミュール＝アン＝ノーソワ参事会教会 - 最古の部分は1225年に建てられた。ファサードは14世紀。ブルゴーニュ公国時代のゴシック・フランボワイヤン様式の傑作とされる。

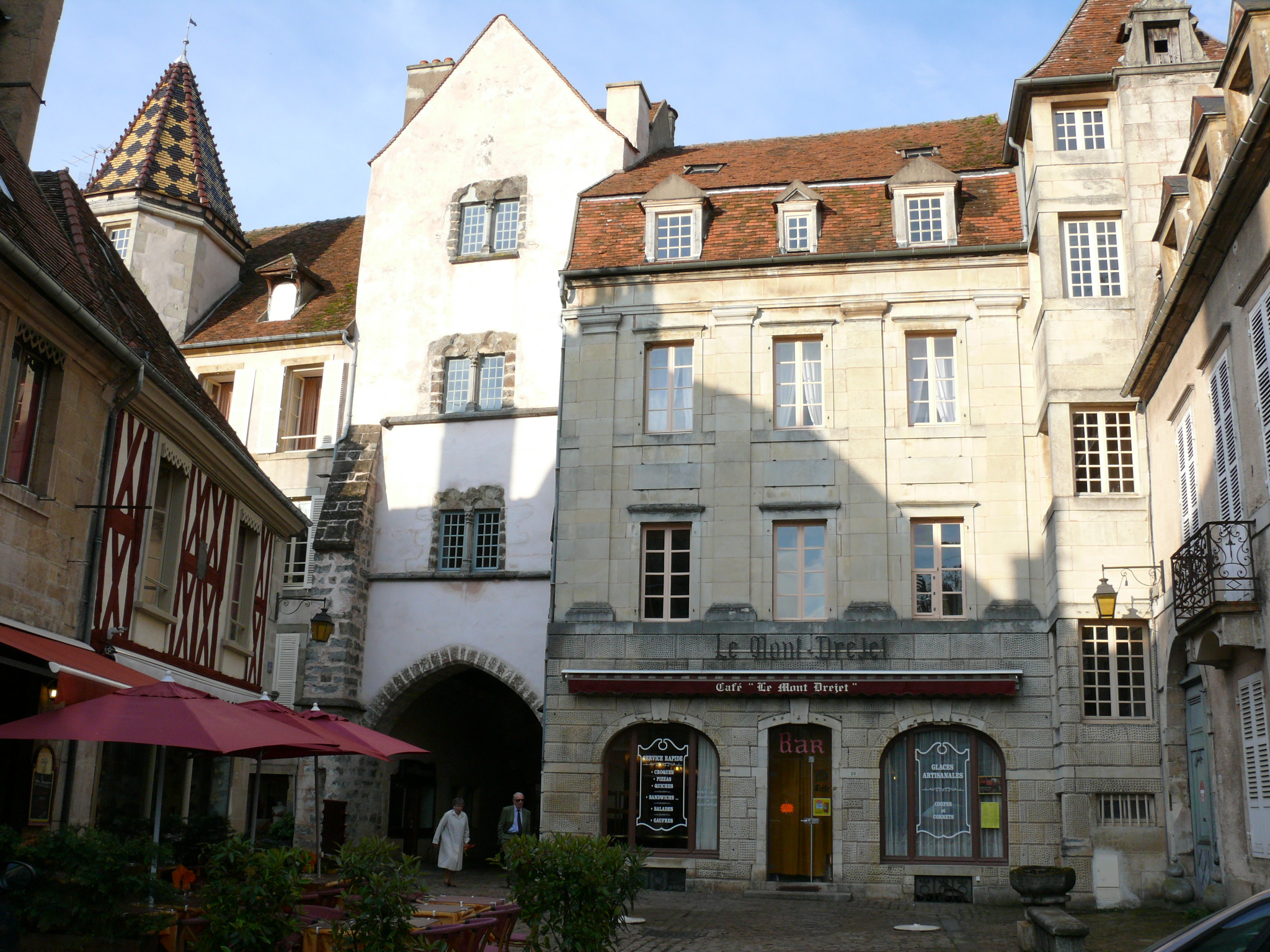
ビュフォン通り
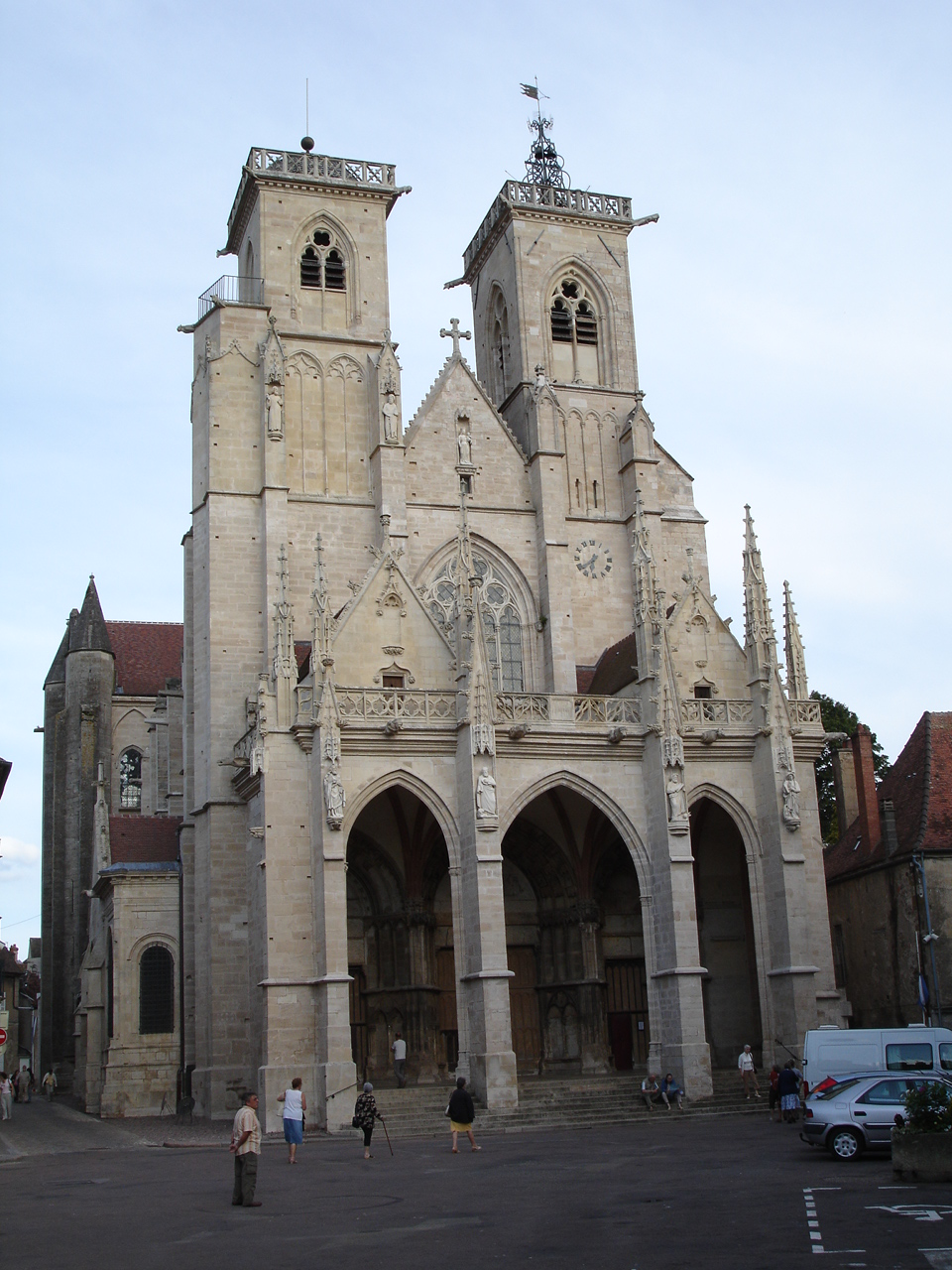
参事会教会
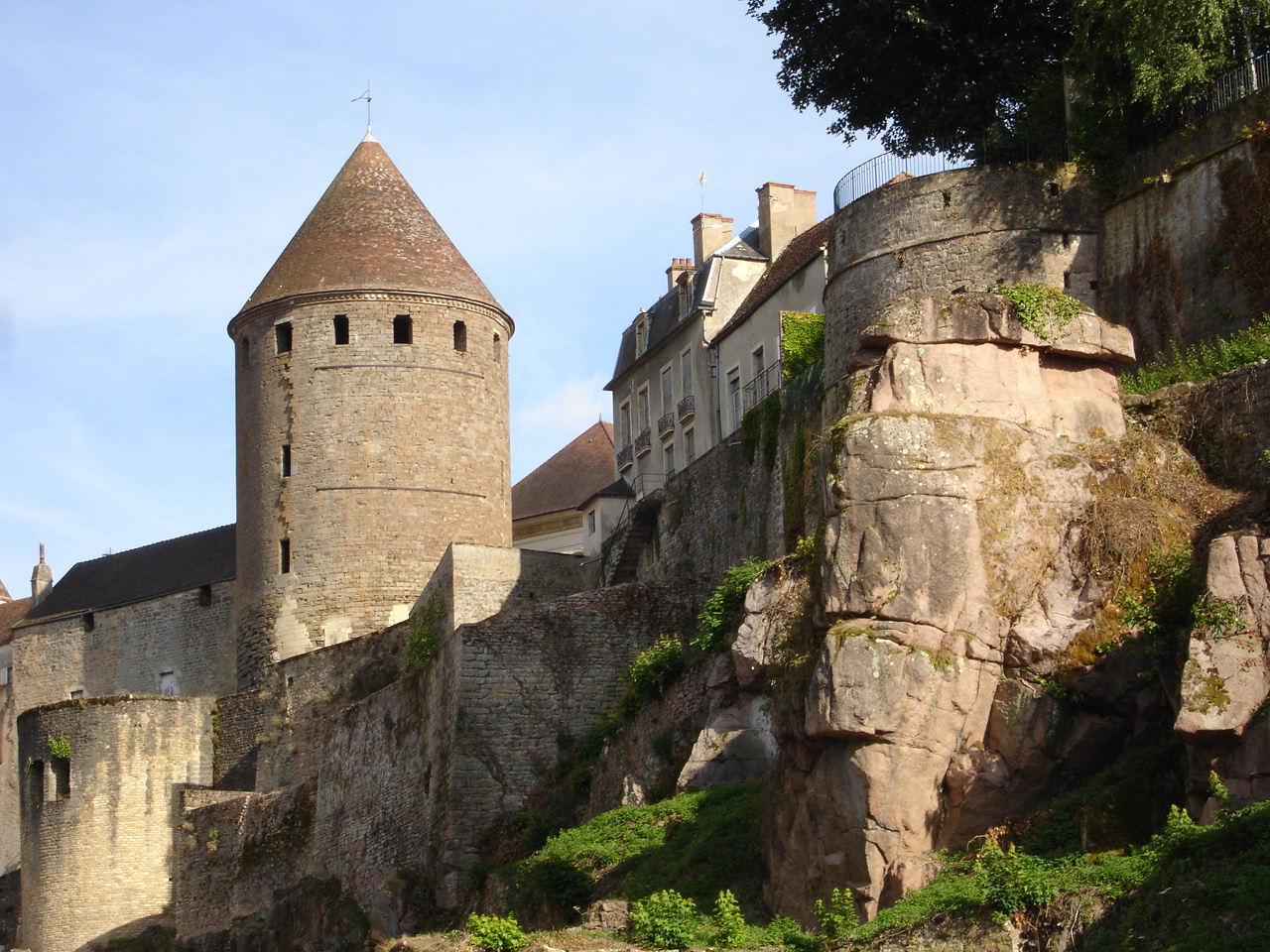
ジェエンヌ塔

## 交通
- 道路 - A6。モンバール＝ソーリュー間を走るD980